# 현경대
현경대(玄敬大, 1939년 2월 21일 ~ )는 대한민국의 정치인으로, 제11·12·14·15·16대 국회의원이다.

## 학력
- 1954년 제주북국민학교 졸업
- 1957년 오현중학교 졸업
- 1960년 오현고등학교 졸업
- 1964년 서울대학교 법과대학 LL.B.
- 1967년 서울대학교 사법대학원 법학 석사

## 경력
- 1965년: 제5회 사법시험 합격.
- 1968년 육군법무관
- 1971년 ~ 1981년: 인천지방검찰청, 대전지방검찰청, 서울지방검찰청, 법무부, 서울지방검찰청 특수부 검사
- 1981년 변호사. 11 대국회의원 당선
- 제11·12·14·15·16대 국회의원(5선)
- 1981년: 민주정의당 정책연구회 이사
- 1981년: 한일천선협회 중앙회 감사
- 1981년: 한일협력위원회 상임위원
- 1981년: 변호사 개업
- 1987년: 국회 헌법개정안기초소위원회 위원장
- 1988년: 민정당 정책위원회 부의장
- 1990년 ~ 1992년: 민주평화통일자문회의 사무총장(장관급)
- 1992년: 제14대 국회 법제사법위원회 위원장
- 1993년: 한·일 의원연맹 부간사장
- 1994년: 민주자유당 당무위원회 위원
- 1995년: 민주자유당 원내총무
- 1995년: 제15대 국회 운영위원회 위원장
- 국회한보사건국정조사특별위원회 위원장
- 한·그리스 의원 친선협회장
- 1996년 ~ 1997년: 사단법인 평화문제연구소 이사장
- 1996년 ~ 1997년: 신한국당 제주도위원회 위원장
- 1997년: 신한국당 대선기획단 20인 기획위원회 위원
- 1998년: 한나라당 헌정수호비상대책위원회 위원장
- 1998년: 한나라당 당무위원회 위원
- 대한법률구조공단 이사
- 서울대학교 법대 총동창회 부회장
- 1998년: 국회 건설교통위원회 위원
- 1999년: 한나라당 지명직 당무위원
- 2000년: 한나라당 전당대회 의장
- 한나라당 정치발전 특별위원회 위원장
- 2000년: 한나라당 제주도당 제주시당 위원장
- 2001년: 한나라당 국가혁신위원회 통일외교분과 위원장
- 2002년: 한나라당 당과 정치개혁을 위한 특별위원회 위원장
- 2003년: 한나라당 상임운영위원회 위원
- 새누리당 제주도당 위원장
- 새누리당 전임위원
- 2009년 : 법무법인 우리 대표변호사
- 2013년 3월: 국회 법정刑 정비 자문위원회 위원장
- 2013년 5월 ~ 2016년 1월: 제15대 민주평화통일자문회의 수석부의장
- 법무법인 우리 고문변호사
- 자유한국당 전임고문
- 서울대학교 총동창회 부회장
- 서울대학교 총동창회 고문

## 역대 선거 결과
|  | 24.73% |

|  | 31.86% |

|  | 33.50% |

|  | 39.58% |

|  | 42.38% |

|  | 46.70% |

|  | 43.76% |

|  | 32.09% |

|  | 39.09% |

## 같이 보기
- 제주시·북제주군·남제주군
- 제주시의 국회의원
- 북제주군의 국회의원
- 남제주군의 국회의원
- 제주시·서귀포시·북제주군·남제주군
- 서귀포시의 국회의원
- 제주시 (1988년 선거구)
- 대한민국의 민주평화통일자문회의 수석부의장